# Dotnetpro
dotnetpro ist eine seit 2002 erscheinende deutsche Fachzeitschrift für professionelle Softwareentwickler, die Anwendungen auf der Basis von Microsofts .NET-Plattform entwickeln. Sie erscheint im Verlag Ebner Media Group, und zwar bis zur Ausgabe 3/2025 monatlich und ab der Ausgabe 4–5/2025 zweimonatlich.

## Geschichte
Im Jahr 2002 wurde die dotnetpro im Verlag redtec publishing GmbH gegründet, einer 100-%-Tochter des Süddeutschen Verlags. dotnetpro entstand als Zusammenschluss von drei Publikationen: basicpro, System Journal und VBA Magazin.
basicpro wurde 1992 von Arne Steingräber gegründet und herausgegeben. basicpro war ein monatliches Magazin, das Informationen für Visual-Basic-Entwickler lieferte. System Journal war ein Fachmagazin für C/C++-Entwickler, die auf der Microsoft-Plattform entwickelten. Zweimonatliche Erscheinungsweise. VBA-Magazin wurde von Cordula Lochmann gegründet. Es handelte sich um ein Fachmagazin für VBA-Entwickler (Visual Basic for Applications), also für die Office-Produkte von Microsoft. Zweimonatliche Erscheinungsweise.
Der Name dotnetpro lehnt sich an die damals gerade erschienene .NET-Plattform von Microsoft und an basicpro an. Im Jahr 2002 erschienen 5, 2003 9, 2004 10 und 2005 11 Ausgaben der dotnetpro. Von 2006 bis Anfang 2025 erschien die dotnetpro monatlich, seit April 2025 erscheint sie zweimonatlich.
Im Jahr 2006 verkaufte der Süddeutsche Verlag die dotnetpro an die Ulmer Verlagsgruppe Ebner. dotnetpro veranstaltete 2010 zwei mehrtägige dotnetpro.powerdays in München, auf denen Interessierte an Workshops zum Thema Softwareentwicklung teilnehmen konnten.

## Inhalte
dotnetpro bietet Informationen für Entwickler, die auf Basis von Microsofts .NET Framework Software entwickeln. Jede Ausgabe enthält ein Schwerpunktthema (beispielsweise Programmierung für Windows 7, Logging, Aspekte), das in der Regel aus drei bis sechs Artikeln zum jeweiligen Thema besteht. Die Rubrik „Aktuell“ stellt aktuelle News vor und enthält Interviews oder Hinweise auf die Inhalte der Website www.dotnetpro.de. Die Rubriken „Backend“, „Core“ und „Frontend“ werden Technologien und praktisches Vorgehen in den verschiedenen Layern einer Anwendung besprochen. Die Rubrik „Planung“ zeigt auf, wie eine neue Anwendung entstehen sollte und wie die Architektur dafür aufgesetzt wird. In der Rubrik Prozess finden sich Artikel zu Continuous Integration, Versionskontrollsystemen sowie das Anforderungsmanagement.
Programmierbeispiele, Hintergrundwissen und Berichte über neue Technologien für .NET-Entwickler sind ebenfalls enthalten.
dotnetpro berichtet über die Entwicklung von Desktop-Anwendungen (Windows Forms, Windows Presentation Foundation, Windows 8.1), mobilen Anwendungen (.NET Compact Framework), von Web-Anwendungen (ASP.NET, ASP.NET WepAPI, ASP.NET MVC) und Serveranwendungen für das .NET Framework.
Bis zur Ausgabe 10/2017 wurde zu den meisten Artikeln der Quellcode auf einer CD oder DVD im Heft mitgeliefert. Ab der Ausgabe 11/2017 wurden zu den Heftartikeln gehörige Downloads angeboten.

## Archiv
Abonnenten der dotnetpro haben unter www.dotnetpro.de Zugriff auf alle erschienenen Artikel der dotnetpro inklusive aller Quellprojekte. Das Archiv verfügt über eine Volltextsuche.

## Auflagenstatistik
Seit 2002 ist die durchschnittlich monatlich verbreitete Auflagen von 14.118 um 49 % auf 7.148 und die verkauften Abonnements von 13.570 um 54 % auf 6.263 gesunken.
| Anzahl der monatlich verbreiteten Ausgaben | Anzahl der monatlich verbreiteten Ausgaben | Anzahl der monatlich verbreiteten Ausgaben | Anzahl der monatlich verbreiteten Ausgaben | Anzahl der monatlich verbreiteten Ausgaben |
| ------------------------------------------ | ------------------------------------------ | ------------------------------------------ | ------------------------------------------ | ------------------------------------------ |
| Quartal                                    |                                            |                                            | Auflage a                                  |                                            |
| IV/2002                                    | IV/2002                                    |                                            | 14.118                                     | 14.118                                     |
| IV/2003                                    | IV/2003                                    |                                            | 13.086                                     | 13.086                                     |
| IV/2004                                    | IV/2004                                    |                                            | 10.385                                     | 10.385                                     |
| IV/2005                                    | IV/2005                                    |                                            | 9.659                                      | 9.659                                      |
| IV/2006                                    | IV/2006                                    |                                            | 9.181                                      | 9.181                                      |
| IV/2007                                    | IV/2007                                    |                                            | 9.770                                      | 9.770                                      |
| IV/2008                                    | IV/2008                                    |                                            | 10.499                                     | 10.499                                     |
| IV/2009                                    | IV/2009                                    |                                            | 9.845                                      | 9.845                                      |
| IV/2010                                    | IV/2010                                    |                                            | 8.615                                      | 8.615                                      |
| IV/2011                                    | IV/2011                                    |                                            | 8.608                                      | 8.608                                      |
| IV/2012                                    | IV/2012                                    |                                            | 8.259                                      | 8.259                                      |
| IV/2013                                    | IV/2013                                    |                                            | 8.490                                      | 8.490                                      |
| IV/2014                                    | IV/2014                                    |                                            | 8.126                                      | 8.126                                      |
| IV/2015                                    | IV/2015                                    |                                            | 7.611                                      | 7.611                                      |
| IV/2016                                    | IV/2016                                    |                                            | 7.025                                      | 7.025                                      |
| IV/2017                                    | IV/2017                                    |                                            | 7.148                                      | 7.148                                      |
| Quelle: IVW                                |                                            |                                            |                                            |                                            |

| Anzahl der monatlich verkauften Abonnements | Anzahl der monatlich verkauften Abonnements | Anzahl der monatlich verkauften Abonnements | Anzahl der monatlich verkauften Abonnements | Anzahl der monatlich verkauften Abonnements |
| ------------------------------------------- | ------------------------------------------- | ------------------------------------------- | ------------------------------------------- | ------------------------------------------- |
| Quartal                                     |                                             |                                             | Abos a                                      |                                             |
| IV/2002                                     | IV/2002                                     |                                             | 13.570                                      | 13.570                                      |
| IV/2003                                     | IV/2003                                     |                                             | 11.208                                      | 11.208                                      |
| IV/2004                                     | IV/2004                                     |                                             | 9.423                                       | 9.423                                       |
| IV/2005                                     | IV/2005                                     |                                             | 8.688                                       | 8.688                                       |
| IV/2006                                     | IV/2006                                     |                                             | 8.133                                       | 8.133                                       |
| IV/2007                                     | IV/2007                                     |                                             | 7.975                                       | 7.975                                       |
| IV/2008                                     | IV/2008                                     |                                             | 8.086                                       | 8.086                                       |
| IV/2009                                     | IV/2009                                     |                                             | 7.845                                       | 7.845                                       |
| IV/2010                                     | IV/2010                                     |                                             | 7.826                                       | 7.826                                       |
| IV/2011                                     | IV/2011                                     |                                             | 7.619                                       | 7.619                                       |
| IV/2012                                     | IV/2012                                     |                                             | 7.605                                       | 7.605                                       |
| IV/2013                                     | IV/2013                                     |                                             | 7.360                                       | 7.360                                       |
| IV/2014                                     | IV/2014                                     |                                             | 7.047                                       | 7.047                                       |
| IV/2015                                     | IV/2015                                     |                                             | 6.734                                       | 6.734                                       |
| IV/2016                                     | IV/2016                                     |                                             | 6.257                                       | 6.257                                       |
| IV/2017                                     | IV/2017                                     |                                             | 6.263                                       | 6.263                                       |
| Quelle: IVW                                 |                                             |                                             |                                             |                                             |

## Events der dotnetpro
- Website der DWX – Developer Week
- Website der DDC – .NET Developer Conference
- Website der SMART DATA Developer Conference